# Campeonato Mundial e Europeu de Hóquei em Patins Masculino de 1955
O Campeonato Europeu de 1955 foi a 11.ª edição do Campeonato do Mundo de Hóquei em Patins e simultaneamente a 21.ª edição do Campeonato Europeu de Hóquei em Patins.

## Participantes
| País               | Participação (Mundial) | Participação (Europeu) | Melhor Resultado (Mundial)              | Melhor Resultado (Europeu)                                            |
| Espanha            | 9.ª                    | 9.ª                    | Campeão (1951 e 1952)                   | Campeão (1951 e 1952)                                                 |
| Itália             | 11.ª                   | 19.ª                   | Campeão (1953)                          | Campeão (1953)                                                        |
| Portugal           | 11.ª                   | 16.ª                   | Campeão (1947, 1948, 1949, 1950 e 1952) | Campeão (1947, 1948, 1949, 1950 e 1952)                               |
| Bélgica            | 11.ª                   | 21.ª                   | 2.º Lugar (1947)                        | 2.º Lugar (1947)                                                      |
| França             | 11.ª                   | 21.ª                   | 5.º Lugar (1939 e 1954)                 | 2.º Lugar (1926, 1927, 1928, 1930 e 1931)                             |
| Alemanha Ocidental | 7.ª                    | 17.ª                   | 5.º Lugar (1936, 1939 e 1951)           | 2.º Lugar (1932 e 1934)                                               |
| Suíça              | 11.ª                   | 21.ª                   | 3.º Lugar (1950)                        | 2.º Lugar (1937)                                                      |
| Inglaterra         | 11.ª                   | 21.ª                   | Campeão (1936 e 1939)                   | Campeão (1926, 1927, 1928, 1929, 1930, 1931, 1932, 1934, 1936 e 1939) |
| Chile              | 2.ª                    | América                | 9.º Lugar (1954)                        | x                                                                     |
| Holanda            | 7.ª                    | 7.ª                    | 5.º Lugar (1952)                        | 5.º Lugar (1952)                                                      |
| Irlanda            | 4.ª                    | 4.ª                    | 10.º Lugar (1951)                       | 10.º Lugar (1951)                                                     |
| Noruega            | 2.ª                    | 2.ª                    | 14.º Lugar (1954)                       | 14.º Lugar (1954)                                                     |
| Dinamarca          | 5.ª                    | 5.ª                    | 10.º Lugar (1952)                       | 10.º Lugar (1952)                                                     |
| Jugoslávia         | Estreia                | Estreia                | -                                       | -                                                                     |
| ------------------ | ---------------------- | ---------------------- | --------------------------------------- | --------------------------------------------------------------------- |

## Fase de Grupos

### Grupo A - Modena
|           | Espanha | Chile | França | Dinamarca |
| --------- | ------- | ----- | ------ | --------- |
| Espanha   |         | 2-1   | 7-1    | 10-1      |
| Chile     |         |       | 2-2    | 12-0      |
| França    |         |       |        | 10-0      |
| Dinamarca |         |       |        |           |

| CI. | Equipa    | Pts | J | V | E | D | GM | GS | DG  |
| --- | --------- | --- | - | - | - | - | -- | -- | --- |
| 1.º | Espanha   | 6   | 3 | 3 | 0 | 0 | 19 | 3  | 16  |
| 2.º | Chile     | 3   | 3 | 1 | 1 | 1 | 15 | 4  | 11  |
| 3.º | França    | 3   | 3 | 1 | 1 | 1 | 13 | 9  | 4   |
| 4.º | Dinamarca | 0   | 3 | 0 | 0 | 3 | 1  | 32 | -31 |

### Grupo B - Trieste
|                    | Portugal | Alemanha | Países Baixos |
| ------------------ | -------- | -------- | ------------- |
| Portugal           |          | 2-2      | 8-0           |
| Alemanha Ocidental |          |          | 3-1           |
| Holanda            |          |          |               |

| CI. | Equipa             | Pts | J | V | E | D | GM | GS | DG  |
| --- | ------------------ | --- | - | - | - | - | -- | -- | --- |
| 1.º | Portugal           | 3   | 2 | 1 | 1 | 0 | 10 | 2  | 8   |
| 2.º | Alemanha Ocidental | 3   | 2 | 1 | 1 | 0 | 5  | 3  | 2   |
| 3.º | Holanda            | 0   | 2 | 0 | 0 | 2 | 1  | 11 | -10 |

### Grupo C - Novara
|         | Itália | Suíça | República da Irlanda |
| ------- | ------ | ----- | -------------------- |
| Itália  |        | 8-0   | 5-1                  |
| Suíça   |        |       | 10-1                 |
| Irlanda |        |       |                      |

| CI. | Equipa  | Pts | J | V | E | D | GM | GS | DG  |
| --- | ------- | --- | - | - | - | - | -- | -- | --- |
| 1.º | Itália  | 4   | 2 | 2 | 0 | 0 | 13 | 1  | 12  |
| 2.º | Suíça   | 2   | 2 | 1 | 0 | 1 | 11 | 6  | 5   |
| 3.º | Irlanda | 0   | 2 | 0 | 0 | 2 | 1  | 18 | -17 |

### Grupo D - Monza
| CI. | Equipa     | Pts | J | V | E | D | GM | GS | DG  |
| --- | ---------- | --- | - | - | - | - | -- | -- | --- |
| 1.º | Bélgica    | 6   | 3 | 3 | 0 | 0 | 22 | 4  | 18  |
| 2.º | Inglaterra | 4   | 3 | 2 | 0 | 1 | 16 | 7  | 9   |
| 3.º | Noruega    | 1   | 3 | 0 | 1 | 2 | 4  | 17 | -13 |
| 4.º | Jugoslávia | 1   | 3 | 0 | 1 | 2 | 5  | 19 | -14 |

|            | Bélgica | Inglaterra | Noruega | Jugoslávia |
| ---------- | ------- | ---------- | ------- | ---------- |
| Bélgica    |         | 4-2        | 8-1     | 10-1       |
| Inglaterra |         |            | 7-1     | 7-2        |
| Noruega    |         |            |         | 2-2        |
| Jugoslávia |         |            |         |            |

## Fase final - Milão

### 9.º-14.º
|            | Países Baixos | França | Jugoslávia | República da Irlanda | Noruega | Dinamarca |
| ---------- | ------------- | ------ | ---------- | -------------------- | ------- | --------- |
| Holanda    |               | 3-3    | 3-2        | 4-1                  | 8-2     | 11-1      |
| França     |               |        | 0-1        | 2-1                  | 1-0     | 7-0       |
| Jugoslávia |               |        |            | 0-3                  | 1-0     | 4-0       |
| Irlanda    |               |        |            |                      | 1-1     | 7-0       |
| Noruega    |               |        |            |                      |         | 4-0       |
| Dinamarca  |               |        |            |                      |         |           |

| CI.  | Equipa     | Pts | J | V | E | D | GM | GS | DG  |
| ---- | ---------- | --- | - | - | - | - | -- | -- | --- |
| 9.º  | Holanda    | 9   | 5 | 4 | 1 | 0 | 29 | 9  | 20  |
| 10.º | França     | 7   | 5 | 3 | 1 | 1 | 13 | 5  | 8   |
| 11.º | Jugoslávia | 6   | 5 | 3 | 0 | 2 | 8  | 6  | 2   |
| 12.º | Irlanda    | 5   | 5 | 2 | 1 | 2 | 13 | 7  | 6   |
| 13.º | Noruega    | 3   | 5 | 1 | 1 | 3 | 7  | 11 | -4  |
| 14.º | Dinamarca  | 0   | 5 | 0 | 0 | 5 | 1  | 33 | -32 |

### Apuramento Campeão
|                    | Espanha | Itália | Portugal | Suíça | Chile | Bélgica | Alemanha | Inglaterra |
| ------------------ | ------- | ------ | -------- | ----- | ----- | ------- | -------- | ---------- |
| Espanha            |         | 2-1    | 3-3      | 4-1   | 3-1   | 3-0     | 5-0      | 3-1        |
| Itália             |         |        | 1-0      | 2-1   | 3-0   | 2-0     | 5-0      | 3-2        |
| Portugal           |         |        |          | 2-0   | 4-1   | 3-1     | 5-2      | 8-6        |
| Suíça              |         |        |          |       | 4-2   | 5-1     | 4-3      | 2-0        |
| Chile              |         |        |          |       |       | 2-0     | 1-2      | 2-1        |
| Bélgica            |         |        |          |       |       |         | 2-1      | 1-1        |
| Alemanha Ocidental |         |        |          |       |       |         |          | 3-3        |
| Inglaterra         |         |        |          |       |       |         |          |            |

| CI. | Equipa             | Pts | J | V | E | D | GM | GS | DG  |
| --- | ------------------ | --- | - | - | - | - | -- | -- | --- |
| 1.º | Espanha            | 13  | 7 | 6 | 1 | 0 | 23 | 7  | 16  |
| 2.º | Itália             | 12  | 7 | 6 | 0 | 1 | 17 | 5  | 12  |
| 3.º | Portugal           | 11  | 7 | 5 | 1 | 1 | 25 | 14 | 11  |
| 4.º | Suíça              | 8   | 7 | 4 | 0 | 3 | 17 | 14 | 3   |
| 5.º | Chile              | 4   | 7 | 2 | 0 | 5 | 9  | 17 | -8  |
| 6.º | Bélgica            | 3   | 7 | 1 | 1 | 5 | 5  | 17 | -12 |
| 7.º | Alemanha Ocidental | 3   | 7 | 1 | 1 | 5 | 11 | 25 | -14 |
| 8.º | Inglaterra         | 2   | 7 | 0 | 2 | 5 | 14 | 22 | -8  |

## Classificação final
| Lugar | Seleção            | J  | V | E | D | GM | GS | Dif. |
| ----- | ------------------ | -- | - | - | - | -- | -- | ---- |
|       | Espanha            | 10 | 9 | 1 | 0 | 42 | 10 | +32  |
|       | Itália             | 9  | 8 | 0 | 1 | 30 | 6  | +24  |
|       | Portugal           | 9  | 6 | 2 | 1 | 35 | 16 | +19  |
| 4     | Suíça              | 9  | 5 | 0 | 4 | 28 | 20 | +8   |
| 5     | Chile              | 10 | 3 | 1 | 6 | 26 | 21 | +5   |
| 6     | Bélgica            | 10 | 4 | 1 | 5 | 27 | 21 | +6   |
| 7     | Alemanha Ocidental | 9  | 2 | 2 | 5 | 16 | 28 | -12  |
| 8     | Inglaterra         | 10 | 2 | 2 | 6 | 30 | 29 | +1   |
| 9     | Holanda            | 7  | 4 | 1 | 2 | 30 | 20 | +10  |
| 10    | França             | 8  | 4 | 2 | 2 | 26 | 14 | +12  |
| 11    | Jugoslávia         | 8  | 3 | 1 | 4 | 13 | 25 | -12  |
| 12    | Irlanda            | 7  | 2 | 1 | 4 | 14 | 25 | -11  |
| 13    | Noruega            | 8  | 1 | 2 | 5 | 11 | 28 | -17  |
| 14    | Dinamarca          | 8  | 0 | 0 | 8 | 2  | 65 | -63  |

| Campeões Mundiais 1955 |
| ---------------------- |
| Espanha                |
| ESPANHA 3.º Título     |

| Campeões Europeus 1955 |
| ---------------------- |
| Espanha                |
| ESPANHA 3.º Título     |